# ريتشارد مايباوم
ريتشارد مايباوم (26 مايو 1909 - 4 يناير 1991)، كان منتج أفلام وكاتب مسرحي وكاتب سيناريو أمريكي. اشتهر بتأقلمه مع سيناريو روايات جيمس بوند.

## روابط خارجية
- ريتشارد مايباوم على موقع IMDb (الإنجليزية)
- ريتشارد مايباوم على موقع ألو سيني (الفرنسية)
- ريتشارد مايباوم على موقع أول موفي (الإنجليزية)
- ريتشارد مايباوم على موقع قاعدة بيانات برودواي على الإنترنت (الإنجليزية)
- ريتشارد مايباوم على موقع قاعدة بيانات الأفلام السويدية (السويدية)
- ريتشارد مايباوم على موقع قاعدة بيانات الفيلم (الإنجليزية)
- ريتشارد مايباوم على موقع كينوبويسك (الروسية)
- أوراق ريتشارد مايباوم
- ريتشارد مايباوم في the007dossier.com